# Eberhard Brossok
Eberhard Brossok (* 25. August 1892 in Langenbielau, Provinz Schlesien; † 17. Dezember 1982 in Münster) war ein deutscher Verwaltungsbeamter und Landrat von Wittgenstein sowie Landesverwaltungsgerichtsdirektor in Münster. Er war Angehöriger der Familie Brossok.

## Leben
Nach Schulbesuch des König-Wilhelm-Gymnasium in Stettin (1898–1904) und des Gymnasiums im pommerschen Stolp (1904–1910) schrieb er sich im Sommersemester 1910 für Rechts- und Staatswissenschaften an der Ruprecht-Karls-Universität Heidelberg ein. Dort war er kurzzeitig Mitglied des Corps Rhenania Heidelberg. Er studierte an der Universität Berlin (WS 1910/11; WS 1911/12), München (SS 1911) und Kiel (SS 1912–SS 1913). Am 24. Oktober 1913 bestand er die Erste Staatsprüfung in Kiel.
Vom 1. November 1913 bis zum 19. September 1918 leistete er Militärdienst im Husaren-Regiment 5; am 6. Februar 1915 erfolgte die Ernennung zum Leutnant. Er war später eingesetzt in der Reserve Husaren-Regiment 1 und des Infanterie Regiments 54. Vom 2. August 1914 bis 5. Februar 1916 war er in Russland eingesetzt. Er wurde mehrfach verwundet und verlor den linken Oberschenkel.
Von 1919 bis 1933 für die Deutsche Demokratische Partei (DDP), ab 1930 für die Nachfolgeorganisation Deutsche Staatspartei (DStP).
Nach seiner zweiten Staatsprüfung (Regierungsassessor) am 9. Oktober 1920 in Berlin war er zunächst bei der Bezirksregierung in Arnsberg tätig. Es folgten Verwendungen im Preuß. Ministerium für Wissenschaft, Kunst und Volksbildung (1923/24) und Preuß. Bau- und Finanzdirektion in Berlin (1924), in der Bezirksregierung in Schneidemühl (1924) sowie im Preuß. Finanzministerium (1924).
Am 6. Juni 1929 übernahm er die kommissarische Leitung des Kreises Wittgenstein. Am 8. Oktober 1929 folgte die Ernennung zum Landrat in Wittgenstein. Am 30. März 1933 erfolgte die Versetzung in den einstweiligen Ruhestand. Ende Juli 1933 bis 31. Mai 1936 war er als Landrat z. D. beim Oberversicherungsamt Dortmund eingesetzt. Vom 1. Juni 1936 bis zur Flucht vor der Roten Armee am 26. Januar 1945 war er als Landrat z. D. Dezernatsleiter bei der Regierung Königsberg.
Er war Mitglied im Reichsbund der höheren Beamten (1920–1931), Verein Preuß. Landräte (1929–1933), NS-Rechtswahrerbund (1934–1945), Reichsluftschutzbund (1937/38–1945), Reichsbund der deutschen Beamten (1937–1945) sowie im Volksbund für das Deutschtum im Ausland. Seit Herbst 1933 gehörte er der Bekennenden Kirche an.
Von 27. Januar 1945 bis 19. Oktober 1945 verbrachte er als Flüchtling in Heiligenstedten/Holstein. Am 20. Oktober 1945 wurde er Referent in der Personalabteilung des OP der Provinz Westfalen. Ab 21. Januar 1947 war er Referent für Schulen und kirchliche Angelegenheiten im Kultusministerium. Vom 1. Juni 1948 bis 30. November 1948 war er stv. Oberkreisdirektor in Wittgenstein. 1949 wurde kurzzeitig er Verwaltungsgerichtsdirektor am OVG Münster. Am 2. Mai 1949 erfolgte die Ernennung zum Landesverwaltungsgerichtsrat und 1955 zum Landesverwaltungsgerichtsdirektor am Landesverwaltungsgericht Münster. Am 31. August 1960 ging er in den Ruhestand.

## Ehrungen und Auszeichnungen
- Eisernes Kreuz 2. Klasse (1914)
- Eisernes Kreuz 1. Klasse (1916)
- Verwundetenabzeichen in Schwarz (1917)
- Verwundetenabzeichen in Weiß (1934)
- Frontkämpferehrenkreuz (1936)

## Schriften
- Aufsatz im Preuß. Verwaltungsblatt über Vorbildung der höheren Verwaltungsbeamten (1926)
- Zeitschrift für Selbstverwaltung: Aufsatz über Finanzierung der Arbeiter-Eigenheime (1933)
- Zeitschrift der Grundstückssachverständigen im NS-Rechtswahrerbund, Vortrag und später Aufsatz über das geltende Enteignungsrecht, besonders die Entschädigung (1936)
- Deutsche Verwaltung Aufsatz: Gedanken und Wünsche für ein Reichseignungsgesetz, S. 265 ff. (1939)